# جمال صبري
جمال صبري (تيفيناغ: ⵊⴰⵎⴰⵍ ⵚⴰⴱⵕⵉ) (7 يوليو 1958- )، هو مترجم أغاني أمازيغية ولد في أم البواقي بالجزائر.

## سيرته الشخصية
جمال صبري، من مواليد بلدة أم البواقي، نشأ في بيئة موسيقية مميزة، حيث كان والداه من الشخصيات البارزة في مجال الفن، وكان جده رفيقًا عزيزًا على الفنان عيسى جرموني. منذ سن الحادية عشرة، بدأ جمال يظهر اهتمامًا عميقًا بالثقافة الأمازيغية، ليواصل بعدها دراسته في مدرسة ثانوية في مدينة عين البيضاء، حيث بدأ فيها أولى خطواته في مجال الموسيقى.
في وقت لاحق، قام بتأليف أول ألبوم له بعنوان "يمى الكهينة". في عام 1980، أسس جمال صبري فرقة "البربر" الموسيقية، وفي 1981، كانت الفرقة على موعد مع أول حفلة لها في جامعة قسنطينة. كما كان الشاعر الحاج الطيب، أحد أفراد الفرقة، يؤكد دائمًا على ضرورة أداء أغانيهم باللهجة الشاوية، لتكون جزءًا من هوية المجموعة.
لكن في عام 1986، وبعد جولة ناجحة في فرنسا، انفصلت المجموعة عن بعض أعضائها. وفي عام 1989، أصدر جمال ألبومه الثاني بعنوان "المسدس"، الذي يتزامن مع أحداث 5 أكتوبر 1988 في الجزائر. هذا الألبوم، الذي يتناول قصة رجل يسعى لتحدي قبيلة حبيبته باستخدام مسدسه،حقق نجاحًا كبيرًا وتم بثه على التلفزيون الوطني، ليصبح واحدًا من الأعمال الأكثر شهرة في الجزائر.

## ألبوماته
قام جمال صبري مع فرقته بتأليف أربعة ألبومات:
- يما الكاهنة 1979
- باشتولا 1989
- أمغار 1999
- سيلينيا 2003